# Domingos Leonelli
Domingos Leonelli Netto (Salvador, 21 de janeiro de 1946) é um publicitário e político brasileiro. Exerceu o cargo de Secretário Estadual de Turismo da Bahia. Foi casado com a artista plástica Magali Serrano  com quem teve 3 filhos: o ator João Miguel, Juliana e Dante Rafael. Ainda tem outros dois filhos, Pedro e Clara, que são frutos do casamento com a psicanalista Maria Luiza Miranda.

## Biografia
Estudou nos Colégios 7 de Setembro e Ipiranga, em Salvador.
Foi eleito para os mandatos de deputado estadual pelo Movimento Democrático Brasileiro (MDB), de 1979 a 1983; deputado federal pelo Partido do Movimento Democrático Brasileiro (PMDB), de 1983 a 1987 e reeleito deputado federal constituinte, de 1987 a 1991; deputado federal pelo Partido da Social Democracia Brasileira (PSDB), de 1995 a 1999.
Deputado federal constituinte e ex-deputado estadual, Domingos Leonelli foi secretário de Turismo da Bahia, função que exerceu durante quase todo o primeiro mandato do governador Jaques Wagner e retomada neste início da segunda gestão, acumulando as presidências da Empresa de Turismo da Bahia (Bahiatursa) e do Fórum Nacional de Secretários e Dirigentes do Turismo (Fornatur). 
Sua vida política começou em 1963 como dirigente da Associação Baiana de Estudantes Secundaristas. No fim dos anos 60, trabalhou como publicitário nas principais agências de Salvador como Propeg, Publivendas e Engenho Novo.
Foi candidato a deputado federal pelo MDB em 1974 e cinco anos depois se elegeria para uma vaga na Assembleia Legislativa da Bahia pelo mesmo partido.
Em 1982, Leonelli foi um dos candidatos a deputado federal mais votados da oposição e, no ano seguinte, assumiu pela primeira vez um mandato na Câmara pelo PMDB. Neste período, se destacou, junto com Dante de Oliveira e Ulysses Guimarães, como um dos líderes do movimento das Diretas Já, em  1984.
Quatro anos mais tarde, se destacou na Assembleia Nacional Constituinte, sendo um dos parlamentares mais atuantes. No ano de 1994, se elegeu deputado federal pela terceira vez, naquela ocasião pelo PSDB. Em 2003 e 2004, foi presidente estadual do Partido Socialista Brasileiro (PSB).
No Poder Executivo, Leonelli também exerceu funções importantes como secretário de Comunicação, na gestão da prefeita Lídice da Mata, em Salvador, e secretário municipal de Trabalho, Emprego e Renda, na administração do prefeito João Henrique Carneiro, no período 2005-2007.
A partir do início do governo de Jaques Wagner, em 2007, Leonelli assume a Secretaria de Turismo do Estado, posto que deixaria em 2010 e retornaria no ano seguinte para deixar novamente o cargo em 2013, ano que iniciaria a função de coordenador do programa de governo da então pré-candidata ao Governo da Bahia, Lídice da Mata, nas eleições de 2014.